# (35396) 1997 XF11
(35396) 1997 XF11 – planetoida z grupy Apolla należąca zarówno do obiektów NEO jak i PHA.

## Odkrycie
Planetoida (35396) 1997 XF11 została odkryta 6 grudnia 1997 roku w Steward Observatory w Kitt Peak w programie Spacewatch przez Jamesa Scottiego. Planetoida nie ma jeszcze nazwy własnej, a tylko oznaczenie tymczasowe i stały numer. 

## Orbita
Orbita (35396) 1997 XF11 nachylona jest pod kątem 4,10˚ do ekliptyki, a jej mimośród wynosi 0,484. Ciało to krąży w średniej odległości 1,44 j.a. wokół Słońca, na co potrzebuje ok. 1 rok i 268 dni. Peryhelium tego obiektu znajduje się w odległości 0,74 j.a., a aphelium 2,14 j.a. od Słońca, co oznacza, że w swoim ruchu orbitalnym planetoida ta przecina orbitę Ziemi. 26 października 2028 roku minie naszą planetę w bezpiecznej odległości 930 000 kilometrów (ok. 2,4 razy więcej niż wynosi odległość z Ziemi do Księżyca).